# Wit Studio
WIT STUDIO Inc. (яп. 株式会社ウィットスタジオ, Кабусікі-ґайся Вітто сутадзіо) — японська анімаційна студія, заснована 1 червня 2012 року продюсерами з Production I.G Дедзі Вада і Тецуя Накатаке. Є дочірньою компанією студії IG Port, яка має контрольний пакет акцій. Студія здобула популярність завдяки виробництву перших трьох сезонів Атака титанів.

## Роботи

### Аніме-серіали
| Рік       | Назва                                       | Епізоди      | Примітка                                                             |
| --------- | ------------------------------------------- | ------------ | -------------------------------------------------------------------- |
| 2013–2019 | Атака титанів                               | 59 + 3 ОВА   | На основі манґи Хадзіме Ісаями                                       |
| 2014–2015 | Hozuki's Coolheadedness                     | 13 + 3 OVA   | На основі манґи Нацумі Егуті                                         |
| 2015      | The Rolling Girls                           | 12           | Оригінальна робота                                                   |
| 2015      | Останній серафим                            | 24 + 1 OVA   | На основі манги Такаї Кагамі                                         |
| 2016      | Кабанері залізної фортеці                   | 12           | Оригінальна робота                                                   |
| 2017–2018 | Наречена чаклуна                            | 24           | На основі манґи Коре Ямадзакі                                        |
| 2018      | After the Rain                              | 12           | На основі манги Дзюн Маюдзукі                                        |
| 2019–2020 | Kedama no Gonjirō                           | 52           | Спільно з OLM                                                        |
| 2019      | Сага про Вінланда                           | 24           | На основі манґи Макото Юкімури                                       |
| 2020–2021 | GARUGAKU Saint Girls Square Academy         | 50           | Спільно із OLM.                                                      |
| 2020      | Great Pretender                             | 23           | Оригінальна робота                                                   |
| 2021      | Vivy: Fluorite Eye's Song                   | 13           | Оригінальна робота. Автори сюжету: Таппей Нагацукі та Ейдзі Умехара. |
| 2021–2022 | Ranking of Kings                            | 23           | На основі манґи Сосуке Токі                                          |
| 2022      | Spy × Family                                | 25           | На основі манґи Тацу Ендо Спільно з CloverWorks                      |
| 2022      | Onipan!                                     | 12           | Оригінальна робота                                                   |
| 2023      | Ranking of Kings: Treasure Chest of Courage | В очікуванні |                                                                      |

### Повнометражні фільми
| Рік       | Назва | Частини | Примітки                                                            |
| --------- | --- | ------- | ------------------------------------------------------------------- |
| 2013      | Hal | 1       | Оригінальна робота                                                  |
| 2014–2015 | Attack on Titan — Part 1: Crimson Bow and Arrow Attack on Titan — Part 2: Wings of Freedom               | 2       | Рекап 1 сезону аніме-серіалу                                        |
| 2015      | Shisha no Teikoku                                                                                        | 1       | Частина проекту Itoh                                                |
| 2016–2017 | Kabaneri of the Iron Fortress — Part 1: Gathering Light Kabaneri of Iron Fortress — Part 2: Burning Life | 2       | Рекап аніме-серіалу «Кабанери залізної фортеці»                     |
| 2017–2018 | Laughing Under the Clouds Gaiden                                                                         | 3       | На основі манґи Каракари Кемурі Laughing Under the Clouds           |
| 2018      | Attack on Titan: The Roar of Awakening                                                                   | 1       | Рекап 2 сезони аніме-серіалу                                        |
| 2018      | Pokémon the Movie: The Power of Us                                                                       | 1       | Продовження фільму Pokémon the Movie: I Choose You! Співпраця з OLM |
| 2019      | Kabaneri of the Iron Fortress: Unato Decisive Battle                                                     | 1       | Продовження серіалу «Кабанери залізної фортеці»                     |
| 2020      | Attack on Titan: Chronicle                                                                               | 1       | Рекап 3 сезони аніме-серіалу                                        |
| 2022      | Бульбашка                                                                                                | 1       | Оригінальна робота                                                  |

### OVA/ONA
| Рік       | Назва                                        | Формат | Епізоди      | Примітки                                                   |
| --------- | -------------------------------------------- | ------ | ------------ | ---------------------------------------------------------- |
| 2013      | Атака титанів: Щоденник Ільзе                | OVA    | 1            | Входить у спеціальне видання 12 тома однойменної манги.    |
| 2014–2015 | Атака титанів: Вибір без жалю                | OVA    | 2            | Адаптація однойменної манги Gun Snark                      |
| 2016      | Космічний Лис — Початок: Битва починається   | ONA    | 1            | Короткометражний фільм за мотивами відеоігри Star Fox Zero |
| 2016–2017 | Наречена чарівника: В очікуванні дороговказу | OVA    | 3            | За мотивами манги Коре Ямадзакі Наречена чаклуна           |
| 2017–2018 | Атака титанів: Втрачені дівчата              | OVA    | 3            | Адаптація однойменного ранобе Хіросі Секо.                 |
| 2019–2022 | Дівчинка з Чужозем'я                         | OVA    | 2            | Адаптація однойменної манги Нагабе.                        |
| 2021      | «Вампір у саду»                              | ONA    | В очікуванні |                                                            |

### Відеоігри
| Рік  | Назва                                         | Видавець         | Формат       | Примітка                      |
| ---- | --------------------------------------------- | ---------------- | ------------ | ----------------------------- |
| 2017 | Tales of the Rays                             | Bandai Namco     | Мобільна гра | Відкриваюча анімація/Роліки   |
| 2018 | Kōtetsujō no Kabaneri -Ran- Hajimaru Michiato | DMM Games        | Мобільна гра | Анімація, що відкриває        |
| 2018 | BlazBlue: Cross Tag Battle                    | Arc System Works | Console Game | Анімація, що відкриває        |
| 2018 | Princess Connect! Re: Dive                    | Cygames          | Мобільна гра | Анімація, що відкриває/Роліки |

### Відеокліпи
| Рік  | Назва                     | Артист                   | Прим. |
| ---- | ------------------------- | ------------------------ | ----- |
| 2019 | «We're Still Underground» | Eve                      | [ 4 ] |
| 2019 | «This World to You»       | Eve                      | [ 5 ] |
| 2020 | «Blue: Line Step Brush»   | Under Graph              | [ 6 ] |
| 2020 | «Sakugasaku»              | Uchikubi Gokumon Dōkōkai | [ 7 ] |